# Ана Асти
Ана Анатољевна Дзјуба (рус. Анна Анатольевна Дзюба, укр. Анна Анатоліївна Дзюба; Черкаси, 24. јун 1990), познатија као Анна Асти, руска је певачица украјинског порекла. 
Од 2010. до 2021. године, Асти је била солистка групе Artik & Asti. Соло каријеру започела је 2022. година и издала неколико синглова и албум Феникс, који су постали популарни у Русији.

## Дискографија

### Албуми
- (2022)
- (2023)
- Высшие силы (2025)

### Синглови
- (2022)
- (дует са Филипом Киркоровим; 2022)
- (2022)
- (2022)
- (дует са Џонијем; 2022)
- (2022)
- (2023)
- (2023)
- (2024)
- (2024)